# Antrozoologia
Antrozoologia (z gr. antropos – ludzki) – nauka, zajmująca się badaniem interakcji człowieka z innymi zwierzętami. Obejmuje antropologię, zoologię, medycynę i psychologię.

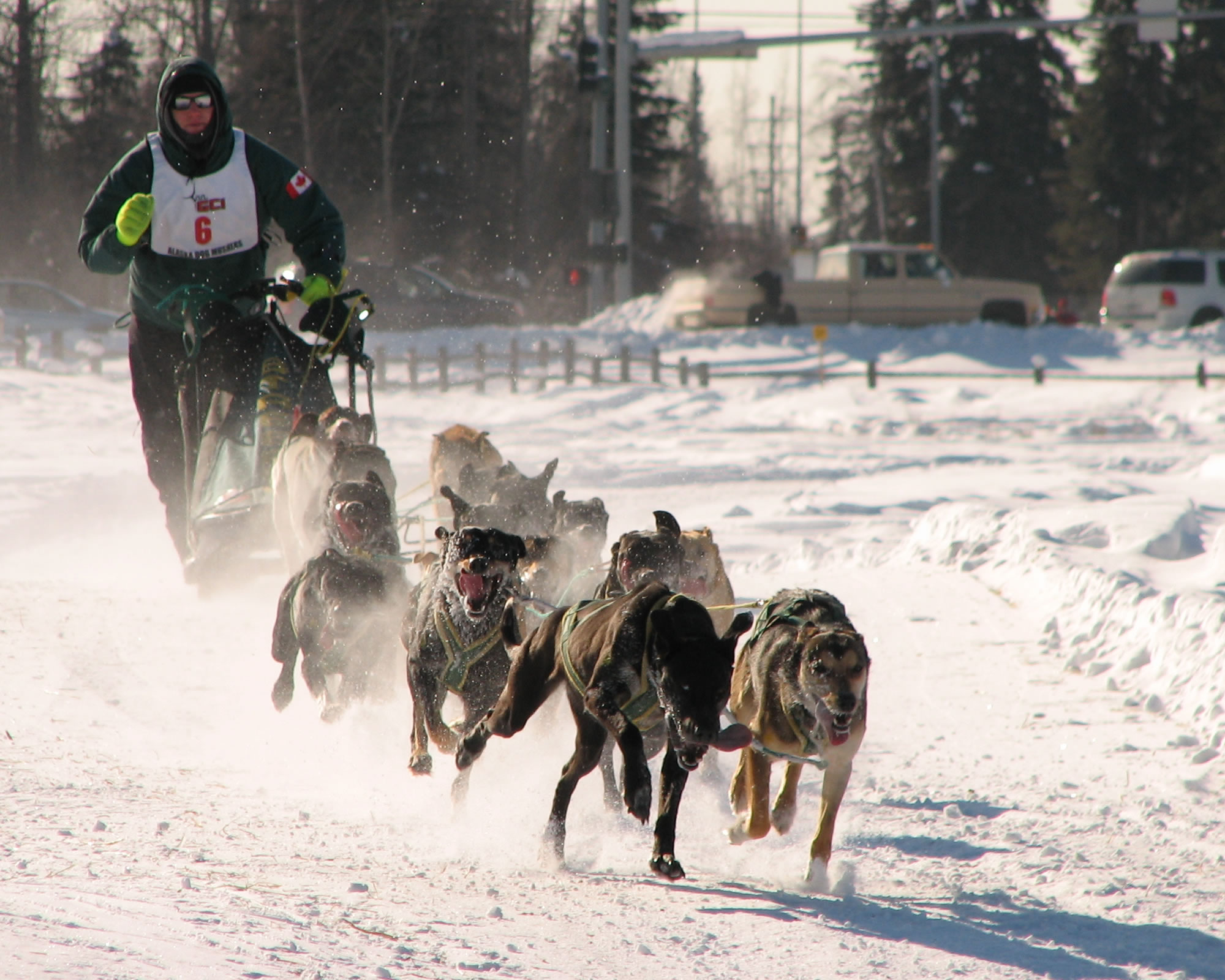
Wyścig psich zaprzęgów na Alasce
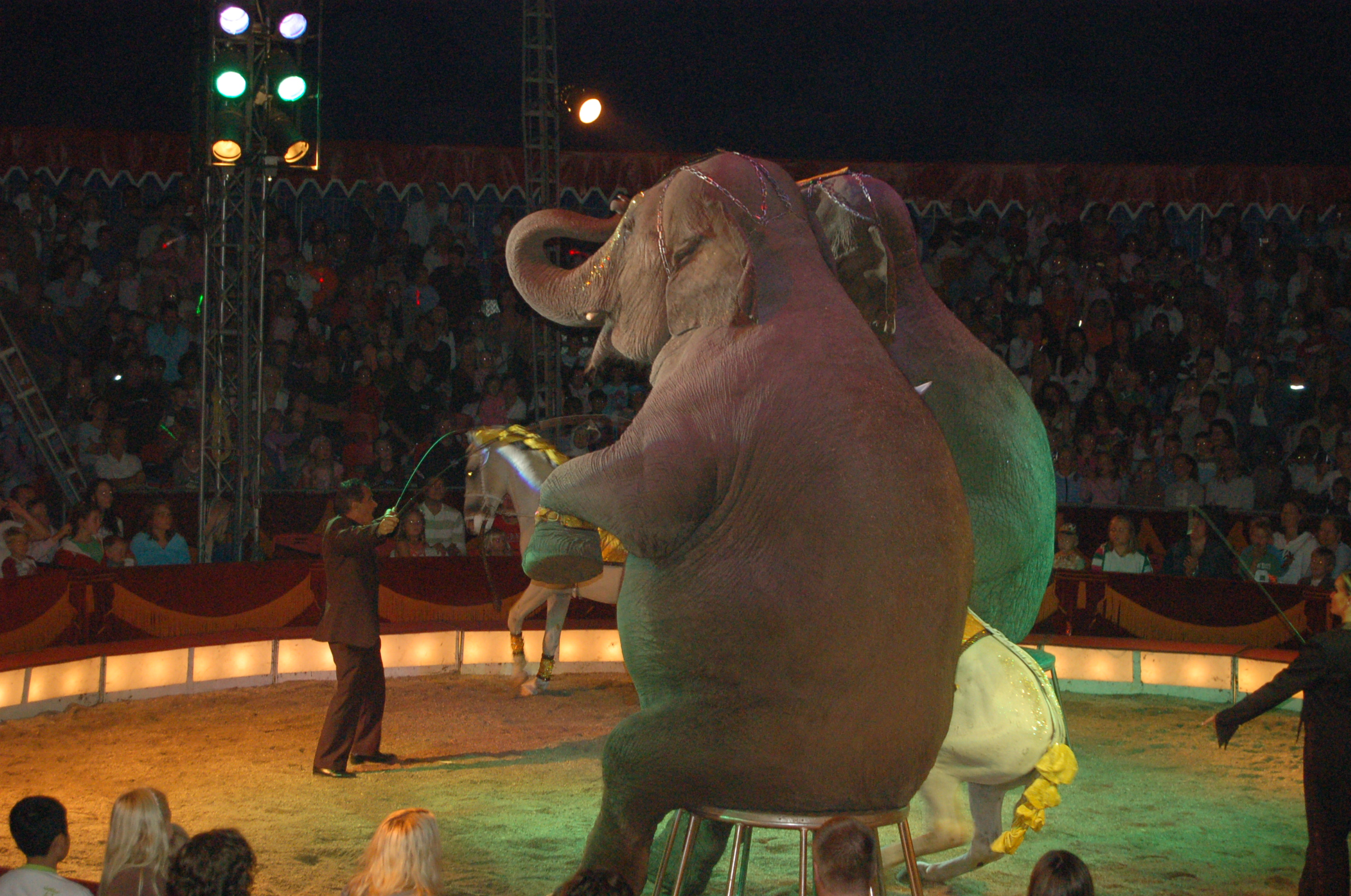
Słoń w spektaklu cyrkowym
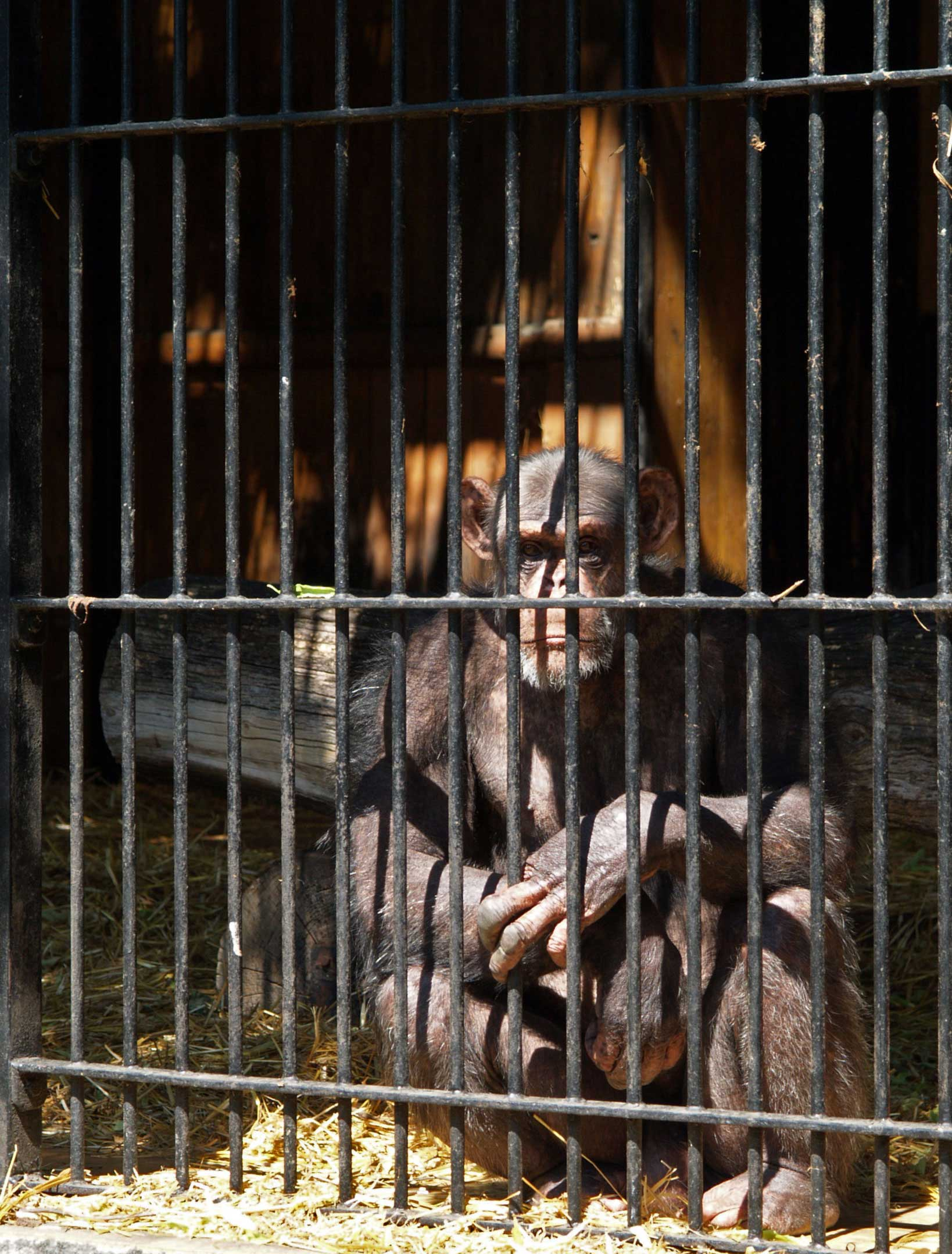
Szympans w warszawskim zoo